# Gloucester Island
Gloucester Island är en ö i Australien. Den ligger i delstaten Queensland, omkring 950 kilometer nordväst om delstatshuvudstaden Brisbane. Arean är 27,5 kvadratkilometer. Den sträcker sig 9,2 kilometer i nord-sydlig riktning, och 4,4 kilometer i öst-västlig riktning.
Savannklimat råder i trakten. Genomsnittlig årsnederbörd är 1 584 millimeter. Den regnigaste månaden är februari, med i genomsnitt 422 mm nederbörd, och den torraste är oktober, med 17 mm nederbörd.